# Font de la Plaça (Cervera)
La Font de la Plaça és una obra de Cervera (Segarra) inclosa a l'Inventari del Patrimoni Arquitectònic de Catalunya.

## Descripció
Font de marbre situada a la Plaça Major, davant la casa de la Vila. S'aixeca sobre una plataforma a la que s'accedeix per dos esglaons de pedra molt amples. La pica de forma octogonal té quatre costats amples i els quatre cantells més estrets. A cada costat hi ha un rectangle, dos d'ells inscrits. En aquesta base de la font hi ha quatre piques en forma de conquilla. La pila té tres cossos, l'inferior amb les aixetes, de forma quadrangular, ja que els cantells que la farien octogonal són de dimensions molt reduïdes; l'intermedi, més alt i que confereix esveltesa al conjunt, de la mateixa forma que el cos inferior; i finalment el tercer cos, que és un conjunt escultòric amb dos infants suportant un escut de Cervera rematat per la corona.